# Amherst (Wisconsin)
Amherst – miasto w Stanach Zjednoczonych, w stanie Wisconsin, w hrabstwie Portage.